# 王道平
王道平（1566年2月20日—？），字用中，山東青州府高苑縣軍籍，明朝政治人物。

## 生平
王道平早年出身國子生，以《書經》中萬曆十年（1582年）壬午科山東鄉試舉人第三十七名，二十九年（1601年）會試中式第二百八十五名，成三甲第八十二名進士，三十二年任昌黎县知县。

## 家族
曾祖王普，祖父光祿寺署丞王九齡，父親鴻臚寺序班王士相，母親張氏。